# Connor Gibbs
Connor Gibbs (* 2. Februar 2001 in Fullerton, Kalifornien) ist ein US-amerikanischer Schauspieler. Bekanntheit erlangte er vor allem durch seine wiederkehrende Rolle in Ghost Whisperer – Stimmen aus dem Jenseits.

## Leben
Connor Gibbs begann seine Karriere als Schauspieler im Alter von drei Jahren. Gleich mit seinem ersten Vorsprechen überzeugte er die Verantwortlichen und unterzeichnete noch in derselben Woche zusammen mit seinen Eltern einen Vertrag mit einem eigenen Agenten. Außerdem wurde er noch in jener Woche für zwei Werbespots sowie ein Shooting für Kodak mit dem preisgekrönten Joe Pytka gebucht. Einer dieser Werbespots wurde unter anderem auch während der 79. Oscarverleihung weltweit ausgestrahlt. Im selben Jahr war Gibbs auch in seiner ersten nennenswerten Rolle in einer Fernsehserie zu sehen, als er in einer Folge der mehrfach ausgezeichneten Serie Monk eingesetzt wurde. Außerdem hatte er einen Auftritt im Kurzfilm Candy Shop, wo er unter anderem zusammen mit Michael Q. Schmidt in Erscheinung trat. Während er noch immer im Werbebereich eingesetzt wurde und daneben auch noch kleine Synchronarbeiten übernahm, war er auch in verschiedene Theaterproduktionen involviert und schaffte es im Laufe der Zeit zurück auf den Bildschirm, wo er schließlich mit der Serie Ghost Whisperer – Stimmen aus dem Jenseits seinen Durchbruch feierte. Dabei schlüpfte er in der erfolgreichen Fernsehserie in die Rolle des Aiden Lucas, dem Sohn von Melinda Gordon (gespielt von Jennifer Love Hewitt) und ist in dieser Rolle in allen 22 Folgen der fünften und letzten Staffel im Einsatz. Für diese Rolle wurde er im Jahre 2011 mit einem Young Artist Award in der Kategorie „Best Performance in a TV Series – Recurring Young Actor Ten and Under“ ausgezeichnet. Weitere Auftritte hat er im Jahre 2010 in einem Kurzfilm, wo er neben Schauspieltalenten wie Caitlin Carmichael, Coco Grayson oder Trenton Rogers zu sehen war und im Jahre 2011 in einer Folge von Memphis Beat, für die er im darauffolgenden Jahr sogar für einen Young Artist Award in der Kategorie „Best Performance in a TV Series – Guest Starring Young Actor Ten and Under“ nominiert wurde. Außerdem war er im Jahre 2011 im Fernsehfilm The Naked Brothers Band: Mystery Girl zu sehen, der unter anderem als Teil der Mockumentary The Naked Brothers Band produziert wurde und dabei den fünften Teil einer Reihe von Fernsehfilmen zur Mockumentary darstellt. Einen weiteren Auftritt, diesmal sogar in einer Hauptrolle, hatte er 2011 in A Crush on You, wofür er ebenfalls eine Nominierung bei den Young Artist Awards 2012 erhielt; in diesem Fall in der Kategorie „Best Performance in a TV Movie, Miniseries or Special – Leading Young Actor“.

## Filmografie
Filmauftritte (auch Kurzauftritte)
- 2007: Candy Shop (Kurzfilm)
- 2010: The Mis-Informant – with Jack Black as Nathan Spewman (Kurzfilm)
- 2011: The Naked Brothers Band: Mystery Girl
- 2011: A Crush on You

Serienauftritte (auch Gast- und Kurzauftritte)
- 2007: Monk (1 Folge)
- 2009–2010: Ghost Whisperer – Stimmen aus dem Jenseits (Ghost Whisperer) (22 Folgen)
- 2011: Memphis Beat (1 Folge)

## Nominierungen und Auszeichnungen
Nominierungen
- 2012: Young Artist Award in der Kategorie „Best Performance in a TV Movie, Miniseries or Special – Leading Young Actor“ für sein Engagement in A Crush on You[2]
- 2012: Young Artist Award in der Kategorie „Best Performance in a TV Series – Guest Starring Young Actor Ten and Under“ für sein Engagement in der Episode At the River von Memphis Beat[2]

Auszeichnungen
- 2011: Young Artist Award in der Kategorie „Best Performance in a TV Series – Recurring Young Actor Ten and Under“ für sein Engagement in Ghost Whisperer – Stimmen aus dem Jenseits[1]